# Lepus altamirae
Lepus altamirae este o specie de mamifere din familia iepurilor, Leporidae. Este endemică în Mexic, într-o parte din Golful Mexic.

## Taxonomie și evoluție
Înainte se presupunea că Lepus altamirae era o subspecie a iepurelui de California (Lepus californicus), dar o analiză genetică din anul 2019 a concluzionat că aceasta reprezintă o specie distinctă care era de fapt cel mai strâns înrudită cu Lepus flavigularis, cu această cladă fiind sora⁠(en)[traduceți] unei clade care conține iepurii de California și iepurii mari antilope (Lepus alleni), cu Lepus callotis situându-se la baza ambelor clade. Prin urmare, a fost clasificată din nou ca specie separată, iar aceste rezultate au fost urmate ulterior de către American Society of Mammalogists⁠(en)[traduceți]. Răspândirea speciilor L. callotis, L. flavigularis, L. alleni și L. altamirae în habitatele tropical-subtropicale fragmentate pare să reflecte un grup care avea cândva un areal mai larg în America înainte de Pleistocen, odată cu schimbările climatice și sosirea iepurelui de California având loc izolarea acestor specii în habitate tropical-subtropicale.

## Areal, habitat și amenințări
Lepus altamirae are un areal foarte mic, fiind găsită la sud de la câmpia de coastă din sudul statului Tamaulipas până la punctul nordic extrem al statului Veracruz și înspre vest până la granița estică a statului San Luis Potosí. Este o specie endemică a ecosistemului Mezquital Tamaulipeco⁠(en)[traduceți]. Primele specimene ale speciei au fost găsite în anul 1898 într-o zonă arbustivă⁠(en)[traduceți] formată în principal din Psidium guajava⁠(d), Prosopis juliflora⁠(d), plante din genul Vachellia⁠(d) și cactuși de diferite specii. De atunci nu au mai fost colectate alte specimene și au apărut îngrijorări legate de o potențială scădere semnificativă a suprafeței arealului speciei, similară cu cea cu care se confruntă L. flavigularis și L. callotis, specia de pe urmă fiind înlocuită în cea mai mare parte a arealului său de iepurele de California. Cu toate acestea, un iepure despre care s-a presupus ca este din specia L. altamirae a fost fotografiat lângă Laguna Madre⁠(en)[traduceți] în anul 2016, imaginile fiind publicate pe Facebook și Twitter. De asemenea, un alt iepure despre care s-a presupus ca este din specia L. altamirae a fost fotografiat în Soto la Marina⁠(en)[traduceți] în anul 2014, imaginile fiind publicate de această dată pe iNaturalist și inițial descrise ca având un iepure de California ca subiect. Aceste observări indică faptul că L. altamirae încă s-ar putea să existe, în ciuda amenințărilor cu care se confruntă. În anul 2022, o lucrare care raportează despre observările fotografice din 2016 și 2021 a confirmat persistența speciei și, de asemenea, a descoperit că L. altamirae se găsește și în nord-estul statului San Luis Potosi, o regiune în care anterior nu se știa că se găsește; prezența speciei aici ar putea fi legată de schimbarea modului de utilizare a terenurilor. Uniunea Internațională pentru Conservarea Naturii nu a evaluat starea sa de conservare.